# Giuseppe Alberti (vescovo)
Giuseppe Alberti (Este, 17 giugno 1965) è un vescovo cattolico italiano, dal 21 settembre 2023 vescovo di Oppido Mamertina-Palmi.

## Biografia
Giuseppe Alberti è nato a Este, in provincia e diocesi di Padova, il 17 giugno 1965.

### Formazione e ministero sacerdotale
Ha compiuto gli studi classici e quelli ecclesiastici di filosofia e teologia presso il seminario vescovile di Padova. In seguito ha ottenuto la licenza in teologia pastorale presso l'allora sede di Padova della Facoltà teologica dell'Italia settentrionale.
Il 10 giugno 1990 è stato ordinato presbitero per la diocesi di Padova da monsignor Antonio Mattiazzo. In seguito è stato vicario parrocchiale della parrocchia di Santa Maria Assunta a Montagnana dal 1990 al 1995 e assistente nel seminario minore di Padova dal 1995 al 1999.
Dopo un'adeguata preparazione, nel 2000 è stato inviato in Ecuador come missionario fidei donum. Qui gli è stato affidato il compito di collaborare alla formazione dei seminaristi della diocesi di Tulcán presso il seminario "Nostra Signora della Pace". Ha insegnato filosofia e teologia ed è stato collaboratore pastorale nelle parrocchie di Tulcán. In seguito è divenuto rettore del seminario. È stato anche coordinatore diocesano degli studi e membro del collegio dei consultori e del comitato organizzatore e di coordinamento della fase diocesana e nazionale della III Convenzione Missionaria Americana tenutasi a Quito nel 2008.
Tornato in patria è stato parroco della parrocchia di Santa Cecilia a Villafranca Padovana dal 2011 al 2014; moderatore dell'unità pastorale di Villafranca Padovana (composta dalle parrocchie di Santa Cecilia a Villafranca Padovana, dei Santi Cosma e Damiano a Taggì di Sopra, di San Nicola vescovo a Taggì di Sotto e di San Giacomo apostolo a Ronchi di Campanile) dal 2014 al 2022; vicario foraneo del vicariato di Limena dal 2013 al 2022, amministratore parrocchiale della parrocchia di San Bernardino da Siena a Busiago dal 2019  al 2020  e arciprete della parrocchia di Santa Maria Assunta a Solesino dal 2022.

### Ministero episcopale
Il 21 settembre 2023 papa Francesco lo ha nominato vescovo di Oppido Mamertina-Palmi; è succeduto a Francesco Milito, dimessosi per raggiunti limiti d'età. Ha ricevuto l'ordinazione episcopale il 19 novembre successivo nella basilica cattedrale di Santa Maria Assunta a Padova dal vescovo di Padova Claudio Cipolla, co-consacranti l'arcivescovo-vescovo emerito della stessa diocesi Antonio Mattiazzo e il vescovo emerito di Oppido Mamertina-Palmi Francesco Milito. Ha preso possesso della diocesi il 10 dicembre successivo con una cerimonia tenutasi nella cattedrale di Santa Maria Assunta a Oppido Mamertina.
In seno alla Conferenza Episcopale Calabra è delegato per la commissione per il laicato, la consulta per le aggregazioni laicali e la commissione per il lavoro, i problemi sociali, la giustizia e la pace.

## Genealogia episcopale
La genealogia episcopale è:
- Cardinale Scipione Rebiba
- Cardinale Giulio Antonio Santori
- Cardinale Girolamo Bernerio, O.P.
- Arcivescovo Galeazzo Sanvitale
- Cardinale Ludovico Ludovisi
- Cardinale Luigi Caetani
- Cardinale Ulderico Carpegna
- Cardinale Paluzzo Paluzzi Altieri degli Albertoni
- Papa Benedetto XIII
- Papa Benedetto XIV
- Papa Clemente XIII
- Cardinale Enrico Benedetto Stuart
- Papa Leone XII
- Cardinale Chiarissimo Falconieri Mellini
- Cardinale Camillo Di Pietro
- Cardinale Mieczysław Halka Ledóchowski
- Cardinale Jan Maurycy Paweł Puzyna de Kosielsko
- Arcivescovo Józef Bilczewski
- Arcivescovo Bolesław Twardowski
- Arcivescovo Eugeniusz Baziak
- Papa Giovanni Paolo II
- Cardinale Carlo Maria Martini, S.I.
- Cardinale Dionigi Tettamanzi
- Vescovo Roberto Busti
- Vescovo Claudio Cipolla
- Vescovo Giuseppe Alberti